# Celestus duquesneyi
Espèce
Statut de conservation UICN

 CR B1ab(iii,v) : 
En danger critique
Celestus duquesneyi est une espèce de sauriens de la famille des Diploglossidae.

## Répartition et habitat
Cette espèce est endémique de Jamaïque. Elle vit sur la litière de feuilles dans la forêt sèche.

## Étymologie
Cette espèce est nommée en l'honneur de Douglas DuQuesnay.

## Publication originale
- Grant, 1940 : The herpetology of Jamaica II. The reptiles. Bulletin of the Institute of Jamaica (Science Series), no 1, p. 61-148.